# Luís Arruda Paes
Luís Gonzaga Arruda Paes (São Paulo, 8 de maio de 1926 — Praia Grande, 10 de março de 1999) foi um instrumentista, arranjador, maestro e compositor de música popular brasileira.

## Carreira
Luís Arruda Paes foi um dos grandes regentes e arranjadores das décadas de década de 1950 e 1960. Presente já na inauguração da televisão no Brasil, em 1950, marcou presença em programas de sucesso, como Almoço com as Estrelas, de Ayrton e Lolita Rodrigues, e Um Instante, Maestro, de Flávio Cavalcanti.
Em 1956, gravou seu primeiro álbum, Brasil Dia e Noite, considerado um marco fonográfico artístico e comercial, lançado também na Argentina, Japão, México e  Estados Unidos. Nesse mesmo ano, compôs a trilha sonora do filme O Sobrado, de Walter George Durst.
Em 1958, foi agraciado com o Disco de Ouro oferecido pela gravadora Odeon.
Ainda na década de 1960, atendeu a um pedido de Duke Ellington e compôs um arranjo especial para sua canção "Sophisticated Lady", para ser executada na Broadway.
Recebeu sete vezes o troféu Roquette Pinto, sendo posteriormente considerado hors-concours.

## Homenagens
Em 2009, o Memorial da América Latina lembrou os dez anos de sua morte com o concerto O instante do maestro.
Uma escola municipal em Praia Grande, município onde viveu muitos anos, hoje leva seu nome.